# Lucy Bella Earl
Lucy Bella Simkins z domu Earl (ur. 10 czerwca 1994) – brytyjska nauczycielka języka angielskiego jako obcego, twórczyni edukacyjnego kanału English with Lucy w serwisie internetowym YouTube, nagrodzona w 2017 przez British Council nagrodą The Award for Local Innovation in English language teaching, a w 2018 przez University of Westminster nagrodą Entrepreneurial Award.

## Życiorys
Pochodzi z hrabstwa Bedfordshire. Studiowała w Londynie na University of Westminster, który ukończyła w 2016 z dyplomem licencjata o specjalności Komunikacja marketingowa (ang. BA in Marketing Communications). W ramach programu Erasmus studiowała w Hiszpanii w Madrycie. W Sewilli uzyskała kwalifikacje do nauczania języka angielskiego jako obcego i rozpoczęła pracę w tym zawodzie. W 2016, podczas ostatniego roku studiów, otworzyła w serwisie internetowym YouTube edukacyjny kanał English with Lucy. Po sześciu miesiącach działalności kanał pozyskał ponad 100 tysięcy osób obserwujących. W 2017 otrzymała nagrodę za innowację od British Council, a w 2018 Uniwersytet Westminster przyznał jej Entrepreneurial Award za działalność poprzez Internet. Językowa treść kanału doczekała się naukowej analizy, np. w 2018 w Indonezji (Universitas Islam Negeri Maulana Malik Ibrahim), w 2022 na Uniwersytecie Jagiellońskim (Nauka wymowy języka angielskiego za pomocą YouTube. Ewaluacja dwóch popularnych kanałów edukacyjnych – kanały prowadzą: Polka Arlena Witt i Brytyjka Lucy Bella Simkins) oraz w Indonezji (Putri Andini, Zaitun: The Effectiveness of Learning Pronunciation Through English Content by English With Lucy on YouTube : Universitas Muhammadiyah Jakarta), w 2023 w Indonezji (Diah Kurniawati, An Analysis of Illocutionary Act Used by Youtube Channel “English with Lucy”, Universitas Islam Negeri Raden Mas Said Surakarta).
Naucza jako przedsiębiorca, nazywana bywa edutuberką, a w działalności zajmuje się różnymi aspektami języka i kultury angielskiej. Na temat jej nauczania poprzez Sieć pojawiły się informacje medialne, rozpowszechnione m.in. w internetowych serwisach powiązanych z gazetami i telewizjami, m.in. The Times, ITV News, BBC News, Business Insider, Tages-Anzeiger Panorama, Daily Mail, The Sun, Evening Standard, metro.co.uk, La Vanguardia.
Lucy Bella Simkins porozumiewa się również w językach hiszpańskim i włoskim.

## Nagrody
- 2017, The British Council ELTon Award – The Award for Local Innovation in English language teaching[3]
- 2018, Uniwersytet Westminster – Entrepreneurial Award[4]